# AS★KNOW
AS★KNOW(アズノー）は日本の男性6人組アカペラボーカルグループ。大阪大学アカペラサークルinspiritual voicesに所属。2006年5月に結成後、2010年ハモネプ決勝進出。

## 来歴
- 2006年：AS☆KNOWを結成
- 2006年：メンバーが代わり自身のバンド名をAS★KNOWに変更
- 2009年：青春アカペラ甲子園 全国ハモネプリーグ2009夏 出場 決勝進出
- 2010年：青春アカペラ甲子園 全国ハモネプリーグ2010冬 出場 決勝進出
- 2010年：青春アカペラ甲子園 全国ハモネプリーグ2010夏 出場 優勝

## メンバー
- 大井 雄仁（おおい かつひと）
  - 通称：かっちゃん
  - 出身：三重県
- 白石 義宏（しらいし よしひろ）
  - 通称：よっしー
  - 出身：福岡県
- 永井 暁（ながい あきら）
  - 通称：ぎゃおす
  - 出身：東京都
- 渡辺 暁（わたなべ あきら）
  - 通称：あっきー
  - 出身：熊本県
- 市原 貴徳（いちはらたかのり）
  - 通称：いっちー
  - 出身：大阪府
- 浅海 貴哉（あさうみ たかや）
  - 通称：むっく
  - 出身：大阪府
- 井上 祐太郎（いのうえ ゆうたろう）
  - 通称：ぽりぽり
  - 出身：兵庫県